# Ravinerna vid Apertin
Ravinerna vid Apertin är ett naturreservat i Kils kommun i Värmlands län.
Området är naturskyddat sedan 1991 och är 5 hektar stort. Reservatet omfattar två bäckraviner, på var sin sida om herrgården Apertin, som blir en gemensam i öster. Reservatets växtlighet domineras av ädellövträd.